# Apport
Apport是一個在類似Unix環境的GNOME桌面应用软件環境執行的免費軟件，用於應用程序的錯誤報告。Apport有三個界面：分別是一個命令列界面及兩個分別用GTK+及Qt4編寫的GUI界面。該軟件的第一個發布版本發布於2006年7月10日，在這個計劃公佈概念之後的一年。1.0版本於2009年4月7日發佈。

## 元件
- apport：命令列主程式，可瀏覽及處理錯誤報告；
- apport-gtk：在GTK+環境使用的圖形使用者介面；
- apport-kde: 在KDE/Qt環境使用的圖形使用者介面；
- python3-apport：apport的核心元件，利用Python 3編寫API，為建立及處理錯誤報告提供功能函數。內容包括：
  - 查詢現有及新建之報告；
  - 採集作業系統、軟件包的封包及運行中的程序等各項數據，以建立報告；
  - 其他介面程式所需之功用函數；
  - 為其他Python程式出錯時提供錯誤報告處理介面。
- python3-problem-report：以Debian標準的RFC822格式編寫報告。

## 外部連結
- 官方網站（页面存档备份，存于）
- Template:Ubuntu-Package
- Apport（页面存档备份，存于）